# Cincinnati Open 2010 - Qualificazioni singolare maschile
Le qualificazioni del singolare maschile del Cincinnati Open 2010 sono state un torneo di tennis preliminare per accedere alla fase finale della manifestazione. I vincitori dell'ultimo turno sono entrati di diritto nel tabellone principale. In caso di ritiro di uno o più giocatori aventi diritto a questi sono subentrati i lucky loser, ossia i giocatori che hanno perso nell'ultimo turno ma che avevano una classifica più alta rispetto agli altri partecipanti che avevano comunque perso nel turno finale.
Le qualificazioni del torneo prevedevano 28 partecipanti di cui 7 sono entrati nel tabellone principale.

## Teste di serie
1. Andrej Golubev (primo turno)
2. Florian Mayer (Qualificato)
3. Denis Istomin (Qualificato)
4. Santiago Giraldo (Qualificato)
5. Jarkko Nieminen (ultimo turno)
6. Alejandro Falla (Qualificato)
7. Marco Chiudinelli (primo turno)

1. Florent Serra (ultimo turno)
2. Tim Smyczek (primo turno)
3. Benjamin Becker (Qualificato)
4. Arnaud Clément (ultimo turno)
5. Simon Greul (ultimo turno)
6. Taylor Dent (Qualificato)
7. Michael Russell (ultimo turno)

## Qualificati
1. Benjamin Becker
2. Florian Mayer
3. Denis Istomin
4. Santiago Giraldo

1. Taylor Dent
2. Alejandro Falla
3. Somdev Devvarman

## Tabellone

### Legenda
| - Q = Qualificato - WC = Wild card - LL = Lucky loser | - ALT = Alternate - SE = Special Exempt - PR = Protected Ranking | - w/o = Walkover - r = Ritirato - d = Squalificato |

### Sezione 1
|  | Primo turno | Primo turno     | Primo turno     | Primo turno | Primo turno |  |  | Ultimo turno | Ultimo turno    | Ultimo turno    | Ultimo turno | Ultimo turno |  |
|  |             |                 |                 |             |             |  |  |              |                 |                 |              |              |  |
|  |             | Fabio Fognini   | Fabio Fognini   | 6           | 3           |  |  |              |                 |                 |              |              |  |
|  | 1           | Andrej Golubev  | Andrej Golubev  | 3           | 1r          |  |  |              | Fabio Fognini   | Fabio Fognini   | 6(1)         | 1            |  |
|  | 10          | Benjamin Becker | Benjamin Becker | 6           | 6           |  |  | 10           | Benjamin Becker | Benjamin Becker | 7            | 6            |  |
|  |             | Gilles Müller   | Gilles Müller   | 3           | 4           |  |  |              |                 |                 |              |              |  |

### Sezione 2
|  | Primo turno | Primo turno     | Primo turno     | Primo turno | Primo turno |  |  | Ultimo turno | Ultimo turno    | Ultimo turno | Ultimo turno | Ultimo turno |  |
|  |             |                 |                 |             |             |  |  |              |                 |              |              |              |  |
|  | 2           | Florian Mayer   | Florian Mayer   | 6           | 6           |  |  |              |                 |              |              |              |  |
|  |             | Andreas Beck    | Andreas Beck    | 3           | 4           |  |  | 2            | Florian Mayer   | 5            | 6            | 6            |  |
|  | 14          | Michael Russell | Michael Russell | 7           | 6           |  |  | 14           | Michael Russell | 7            | 1            | 3            |  |
|  |             | Jesse Witten    | Jesse Witten    | 62          | 3           |  |  |              |                 |              |              |              |  |

### Sezione 3
|  | Primo turno | Primo turno    | Primo turno    | Primo turno | Primo turno |  |  | Ultimo turno | Ultimo turno  | Ultimo turno  | Ultimo turno | Ultimo turno |  |
|  |             |                |                |             |             |  |  |              |               |               |              |              |  |
|  | 3           | Denis Istomin  | Denis Istomin  | 6           | 6           |  |  |              |               |               |              |              |  |
|  |             | Bobby Reynolds | Bobby Reynolds | 1           | 4           |  |  | 3            | Denis Istomin | Denis Istomin | 6            | 7            |  |
|  | 12          | Simon Greul    | Simon Greul    | 6           | 6           |  |  | 12           | Simon Greul   | Simon Greul   | 2            | 69           |  |
|  |             | Rajeev Ram     | Rajeev Ram     | 4           | 3           |  |  |              |               |               |              |              |  |

### Sezione 4
|  | Primo turno | Primo turno      | Primo turno      | Primo turno | Primo turno |  |  | Ultimo turno | Ultimo turno     | Ultimo turno | Ultimo turno | Ultimo turno |  |
|  |             |                  |                  |             |             |  |  |              |                  |              |              |              |  |
|  | 4           | Santiago Giraldo | Santiago Giraldo | 6           | 6           |  |  |              |                  |              |              |              |  |
|  |             | Marsel İlhan     | Marsel İlhan     | 0           | 3           |  |  | 4            | Santiago Giraldo | 5            | 6            | 6            |  |
|  | 8           | Florent Serra    | Florent Serra    | 7           | 6           |  |  | 8            | Florent Serra    | 7            | 2            | 4            |  |
|  |             | Devin Britton    | Devin Britton    | 62          | 4           |  |  |              |                  |              |              |              |  |

### Sezione 5
|  | Primo turno | Primo turno     | Primo turno | Primo turno | Primo turno |  |  | Ultimo turno | Ultimo turno    | Ultimo turno | Ultimo turno | Ultimo turno |  |
|  |             |                 |             |             |             |  |  |              |                 |              |              |              |  |
|  | 5           | Jarkko Nieminen | 4           | 6           | 6           |  |  |              |                 |              |              |              |  |
|  |             | Ryan Sweeting   | 6           | 1           | 1           |  |  | 5            | Jarkko Nieminen | 7            | 2            | 4            |  |
|  | 13          | Taylor Dent     | Taylor Dent | 6           | 6           |  |  | 13           | Taylor Dent     | 68           | 6            | 6            |  |
|  |             | Gō Soeda        | Gō Soeda    | 1           | 4           |  |  |              |                 |              |              |              |  |

### Sezione 6
|  | Primo turno | Primo turno     | Primo turno     | Primo turno | Primo turno |  |  | Ultimo turno | Ultimo turno    | Ultimo turno    | Ultimo turno | Ultimo turno |  |
|  |             |                 |                 |             |             |  |  |              |                 |                 |              |              |  |
|  | 6           | Alejandro Falla | Alejandro Falla | 6           | 6           |  |  |              |                 |                 |              |              |  |
|  |             | Grega Žemlja    | Grega Žemlja    | 3           | 3           |  |  | 6            | Alejandro Falla | Alejandro Falla | 6            | 7            |  |
|  | 11          | Arnaud Clément  | Arnaud Clément  | 6           | 6           |  |  | 11           | Arnaud Clément  | Arnaud Clément  | 4            | 5            |  |
|  |             | Ramón Delgado   | Ramón Delgado   | 4           | 3           |  |  |              |                 |                 |              |              |  |

### Sezione 7
|  | Primo turno | Primo turno       | Primo turno       | Primo turno | Primo turno |  |  | Ultimo turno     | Ultimo turno     | Ultimo turno     | Ultimo turno | Ultimo turno |  |
|  |             |                   |                   |             |             |  |  |                  |                  |                  |              |              |  |
|  |             | Somdev Devvarman  | Somdev Devvarman  | 6           | 7           |  |  |                  |                  |                  |              |              |  |
|  | 7           | Marco Chiudinelli | Marco Chiudinelli | 3           | 63          |  |  | Somdev Devvarman | Somdev Devvarman | Somdev Devvarman | 6            | 6            |  |
|  |             | Tim Smyczek       | 4                 | 6           | 6           |  |  | Tim Smyczek      | Tim Smyczek      | Tim Smyczek      | 3            | 2            |  |
|  | 9           | Illja Marčenko    | 6                 | 1           | 4           |  |  |                  |                  |                  |              |              |  |